# Tube City!: The Best of the Trashmen
Tube City!: The Best Of The Trashmen es un álbum recopilatorio de lo mejor del Surf Rock, de la banda estadounidense The Trashmen.
Esta recopilación contiene lo mejor de The Trashmen con varias canciones adicionales que no aparecen en ninguno de sus álbumes a  excepción de una canción titulada Bad News que se publicó junto a su álbum siguiente llamado The Great Lost Trashmen Album del año 1994. Las trece primeras canciones de este trabajo recopilatorio pertenecen al álbum debut, y el mejor de la banda, el famoso Surfin' Bird (album), las otras siete son exclusivamente compuestas alrededor de los 60's por la agrupación.

## Lista de canciones
1. "Tube City"
2. "My Woodie"
3. "Surfin' Bird"
4. "Misirlou"
5. "Money" (That's What I Want)
6. "Kuk"
7. "King of the Surf"
8. "Bird Bath"
9. "It's So Easy"
10. "Henrietta"
11. "Malagueña"
12. "Sleeper"
13. "Bird Dance Beat"
14. "A-Bone"
15. "Bad News"
16. "On The Move"
17. "Peppermint Man"
18. "New Generation"
19. "Whoa Dad!"
20. "Real Live Doll" (alternate take)

## Miembros
- Tony Andreason - Voz, guitarra líder
- Dal Winslow - Voz, guitarra rítmica
- Bob Reed - Bajo
- Steve Wahrer (†1989) - Cantante, Batería

- Datos: Q6153631